# Аранрот
Аранрот (Аран-рот; арм. Առան-ռոտ) — гавар на востоке области Утик Великой Армении.
Уже в конце XIX века епископ Макар (Бархударянц) свидетельствовал:
Ещё четыре области - Аранрот, Три, Роцпатеан и Агуэ - также населены сегодня большей частью мусульманами. Они ведут кочевой образ жизни и постоянно перемещаются с летовок на зимовки и обратно. Области эти богаты скотом - крупным и мелким, а также конями и верблюдами. Населены они были некогда утикскими армянами, но мусульмане ныне до такой степени разрушили церкви и кладбища, что от них не осталось и следа.епископ Макар (Бархударянц)

## География
На севере Аранрот граничил с гаваром Ути Арандзнак, на западе с Мециранком, на юго-западе - с Пианком, на юге - с Муханком, на юго-востоке с гаваром Три, а на северо-востоке естественной границей Аранрота и Кавказской Албании служила река Кура.
На территории Аранрота, а точнее на границе Аранрота и арцахских провинций Мециранк, Пианк и Муханк находился и поныне находится древний город Тигранакерт, один из четырёх древнеармянских городов с таким названием, предположительно, основанный Тиграном II в I веке до н. э..
В Аранроте находился Королевский родник - Аркаякан (Արքայական աղբյուր), а также река с такием же названием.